# Yomou (prefektura)
Yomou – prefektura w południowo-wschodniej części Gwinei, w regionie Nzérékoré. Zajmuje powierzchnię 3920 km². W 1996 roku liczyła ok. 135 tys. mieszkańców. Siedzibą administracyjną prefektury jest miejscowość Yomou.